# JINJUsat-1B
진주샛은 대한민국이 독자적으로 추진하는 우주 개발 프로젝트이다.진주샛은 대한민국이 독자적으로 추진하는 우주 발사체 및 초소형 위성 개발 프로젝트의 통합 명칭이다. 이 프로젝트는 한국항공우주연구원이 주관하며, 경상남도 진주시를 중심으로 국내 항공우주 산업체 및 대학 등이 참여하고 있다.
진주샛은 단순한 위성 개발을 넘어 지방자치단체 중심의 우주기술 자립과 초소형 위성의 국산화 및 실용화를 목표로 한다. 프로젝트는 발사체와 위성의 개발을 모두 포함하며, ‘진주샛-1B’를 시작으로 다양한 **큐브위성(CubeSat)**의 개발과 발사가 계획되어 있다.
이 사업은 지역 분산형 우주산업 생태계 구축을 지향하며, 대한민국 최초로 지방 중심의 우주개발 모델을 시도하는 사례로 주목받고 있다. 향후에는 군집 위성 운용 기반 기술 확보까지를 목표로 하고 있다.

## 역사
진주샛 프로젝트는 경상남도 진주시가 지역 우주산업 육성을 목표로 2020년대 중반부터 기획한 사업으로, 대한민국 항공우주산업의 지방 분산화를 위한 시도로 평가받고 있다.
이 사업은 한국항공우주연구원이 주관하고 있으며, 진주시와 지역 대학·기업 등이 협력하여 추진 중이다.
2023년, 진주시는 초소형 위성 개발 및 우주 발사체 기술 자립을 핵심 목표로 설정하고, ‘진주샛-1B’ 개발 계획을 공식화하였다. 이는 단순한 위성 발사를 넘어, 지역 주도의 우주 기술 개발과 실증을 통한 지방 중심 우주산업 생태계 조성이라는 새로운 방향성을 제시한 것이다.